# مالكولم وايت (ممثل)
مالكولم وايت (بالإنجليزية: Malcolm Waite)‏ هو ممثل أمريكي، ولد في 7 مايو 1892 بمينوميني في الولايات المتحدة، وتوفي في 25 أبريل 1949 بفان نويس في الولايات المتحدة.

## وصلات خارجية
- مالكولم وايت على موقع IMDb (الإنجليزية)
- مالكولم وايت على موقع ألو سيني (الفرنسية)
- مالكولم وايت على موقع أول موفي (الإنجليزية)
- مالكولم وايت على موقع قاعدة بيانات الأفلام السويدية (السويدية)
- مالكولم وايت على موقع قاعدة بيانات الفيلم (الإنجليزية)
- مالكولم وايت على موقع كينوبويسك (الروسية)